# Крымскотатарский фольклор

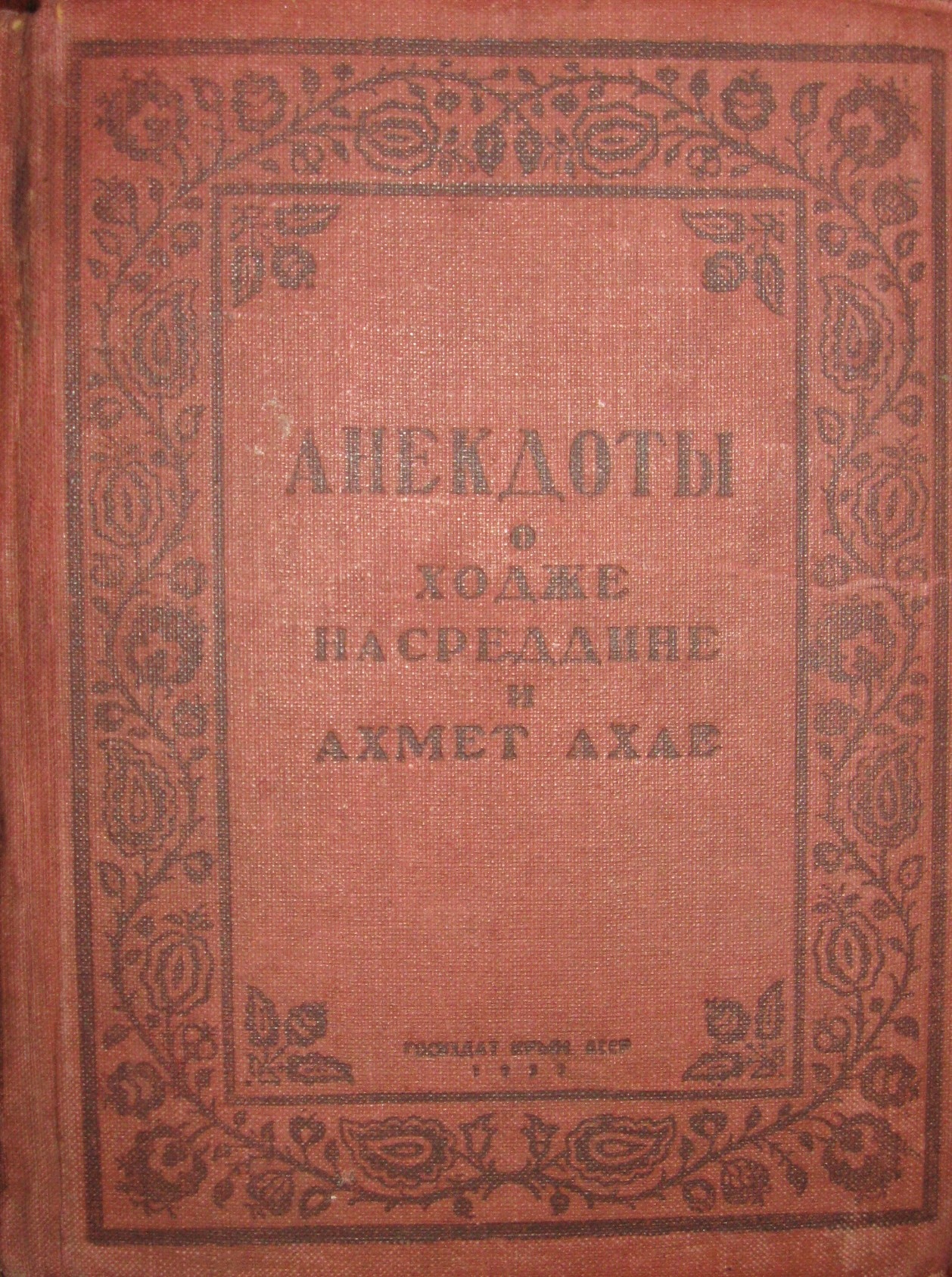
Издание крымскотатарских народных анекдотов о Ходже Насреддине и Ахмет Ахае (1937)

Крымскотатарский фольклор (крымскотат. Qırımtatar folklorı) — устное народное творчество крымских татар, неотъемлемая составляющая национальной культуры этого народа, является ценным источником народных традиций и крымскотатарского языка; имеет собственную жанровую специфику.
В фольклоре крымских татар встречаются персонажи обще-тюркского эпоса, сюжеты и герои, характерные для мусульманских народов, средневекового христианского населения. Также и собственно крымскотатарской фольклорной традиции присуща регионализация, в частности, например, различия в темах и жанрах фольклора татар-степняков и татар-горцев.

## Жанровая специфика
Крымскотатарский фольклор представлен многими жанрами народной прозы и поэзии. Иногда фольклорные произведения выполняют под музыкальный аккомпанемент, в частности дестаны.
Древнейшими элементами фольклора крымских татар, связанными иногда с языческими (доисламскими) временами, являются общие для многих тюрков благожелания (алгъыш) и проклятия (къаргъыш), которые по сути являются образцами народного языка, также нередко связаны с древними мифологическими представлениями, традициями и обрядами (практическая сторона фольклора).
Исторически первичным, достигшим средневековья, жанром фольклора крымских татар является эпос (дестан) — героические сказания (разновидность народной поэзии) Чорабатыр, Кёр оглу, где воспеты подвиги богатырей, защищавших интересы простого народа; также эпосы, где отражена лирико-романтическая тематика (Таир ве Зоре). Крымскотатарский эпос, в частности, Кёр оглу находит прямые параллели с устным творчеством близких тюркских народов.
Жанрами устной прозы крымских татар являются сказки (масаллар) и легенды (эфсане), а также народные анекдоты (лятифелер).
Как и в фольклоре других народов мира, крымскотатарские народные сказки, отчасти условно делятся на:
- животный эпос (айванлар акъкъында)
- волшебные сказки (тылсымлы масаллар)
- социально-бытовые истории (ичтимаий-турмуш)
- кумулятивные сказки (кумулятив масаллар).

Популярным, но достаточно поздним жанром устной прозы крымских татар являются легенды, зачастую вдохновлённые к созданию богатой и живописной природой Крыма (горы, скалы, пропасти, ущелья, реки). Отдельно выделяются исторические легенды, в которых говорится о событиях или лицах прошлого, запечатлённых в народной памяти (среди таких легенды о крымском мстителе и поборнике интересов простых людей Алиме Айдамаке).
Сюжеты крымскотатарских народных анекдотов бывают как общетюркскими, так и весьма специфическими, связанными с жизнью и историческими реалиями народа. Больше всего анекдотов, часто с общими сюжетами, сгруппированы в циклы вокруг типичных фольклорных персонажей — одного из самых популярных в мире Ходжи Насреддина, а также чисто крымского Ахмет-Ахая.
Мелкие жанры крымскотатарского фольклора — пословицы и поговорки (аталар сёзлеры ве айтымлар, буквально «слова родителей»), загадки (тапмаджалар) и скороговорки (тезисов айтувлар) являются часто образцами народной поэзии, а не прозы (первые 2 жанра), представляют собой отточенные и совершенные образцы народной речи (все из названных, включая скороговорки). Также нередко эти жанры вместе с народными анекдотами, а также шуточными песнями и частушками представляют смеховую культуру крымцев (народный юмор).
Частушки крымских татар:
- у степных крымских татар — чынъ, исполняли молодые люди без музыкального сопровождения;
- у крымских татар-горцев — мане, исполнялись одиночно или в группе, часто под аккомпанемент.

Ногайские бейты (ногъай бейитлеры) — стихотворная форма, двустишия; чаще всего лирические, отражали различные стороны жизни и быта людей; были больше всего распространены у кочевых татар-степняков (ногайцев).
Крымскотатарские песни (халкъ йырлары) можно разделить на группы:
- бытовые — их наибольшее количество, сюда относятся песни лирические, трудовые и профессиональные (в частности, как отдельные виды пастушьи, рыболовные и так далее), шуточные;
- праздничные и родственные — обрядовая календарная напевность, свадебные песни, величальные песни, детский песенный комплекс, в частности детские песенки (балалар йырлары) и колыбельные (айнены, бешик йырлары).
- исторические и военные песни, посвящённые историческим событиям и военной победе джигитов.